# بیابان آتشفشانی

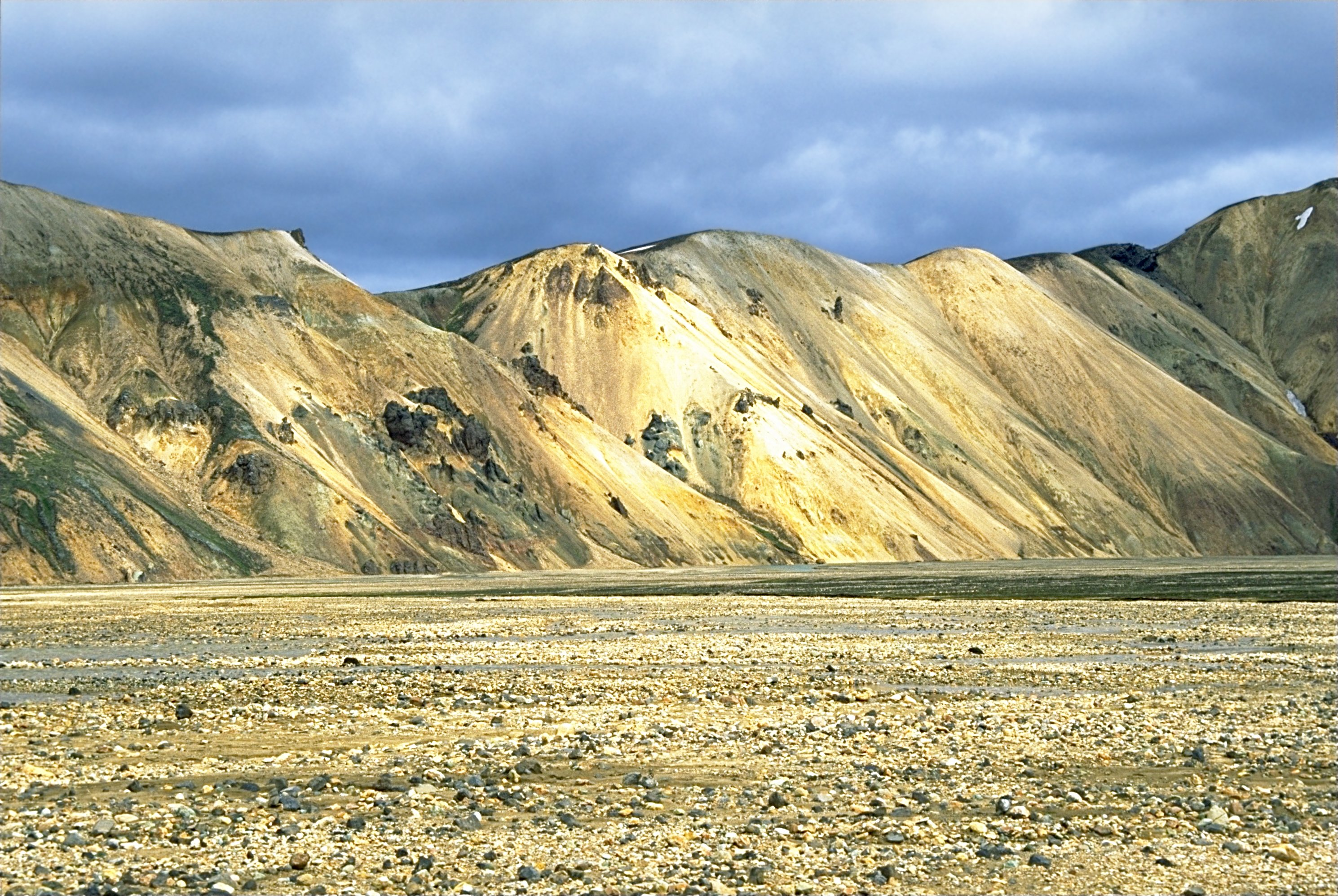
یک بیابان آتشفشانی در ایسلند

بیابان آتشفشانی منطقه‌ای است که به دلیل فعالیت‌های آتشفشانی بدون پوشش گیاهی مانده‌است. این نام معمولاً برای اشاره به مناطق بزرگی همچون بلندی‌های ایسلند یا کوردون کاول در شیلی کاربرد دارد. بیابان آتشفشانی ممکن است از بارندگی کافی برای رشد گیاهان برخوردار باشد اما به دلیل فوران‌های پی در پی آتشفشانی و نفوذپذیری بالای زمین، رشد گیاهان عملا در آن‌ها ناممکن است. همچنین به دلیل آهسته بودن هوازدگی شیمیایی، تشکیل خاک در این منطقه خیلی کم و به کندی صورت می‌گیرد که این عامل به کاهش رشد گیاهان کمک می‌کند.

## منبع
ویکی پدیای انگلیسی